# Sobín

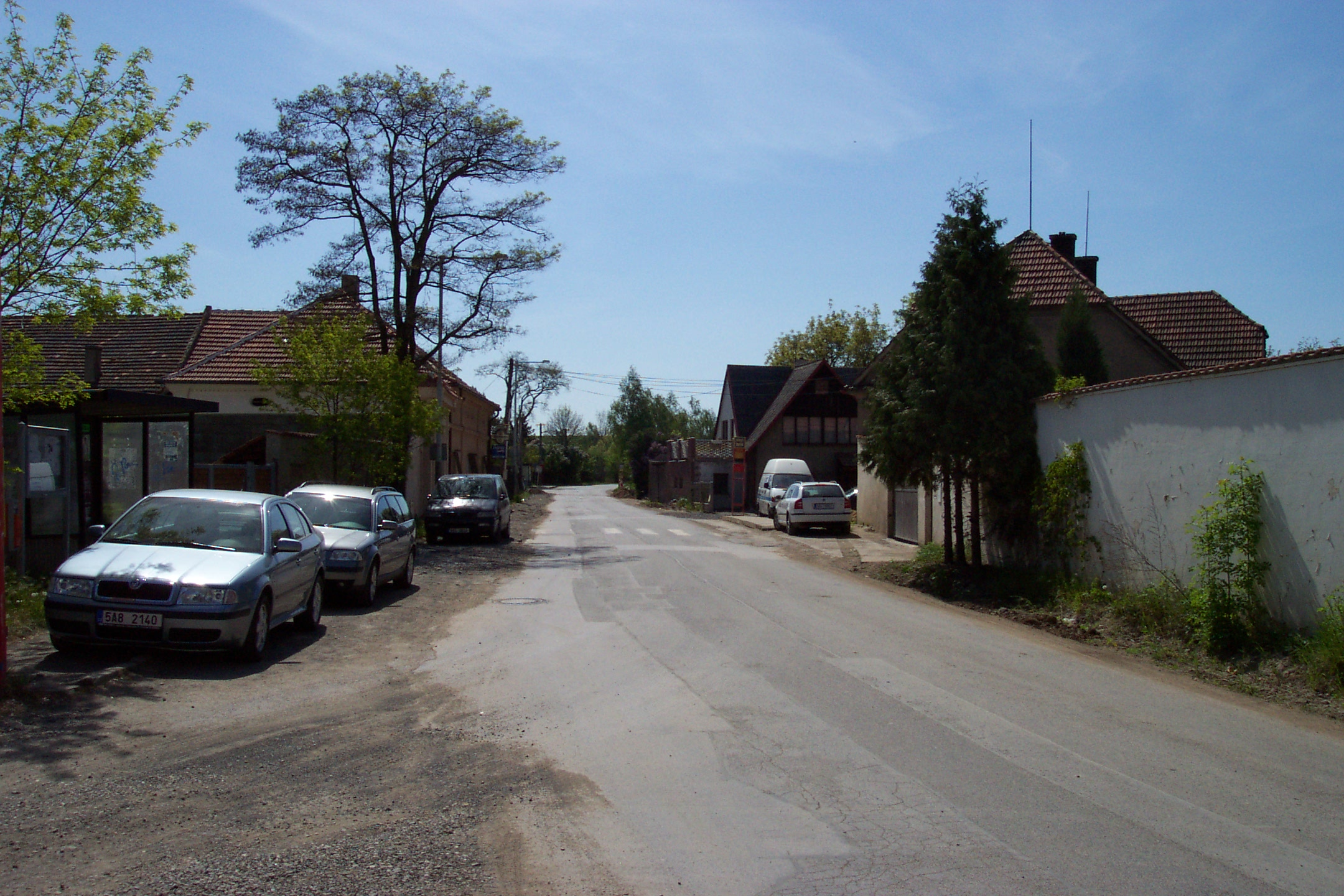
Een straat in Sobín.

Sobín is een buitenwijk van de Tsjechische hoofdstad Praag aan de westzijde van de stad. Het dorpje heeft 368 inwoners (2006). Tot het jaar 1960 was Sobín een zelfstandige gemeente. In dat jaar werd het dorp onderdeel van de gemeente Zličín. Veertien jaar later, in 1974, werd die gemeente opgenomen in de hoofdstedelijke gemeente van Praag. Sobín is nu onderdeel van het gemeentelijke district Praag-Zličín, wat behoort tot het administratieve district Praag 17.